# Władysławów (gmina Kazanów)
Władysławów – wieś w Polsce, położona w województwie mazowieckim, w powiecie zwoleńskim, w gminie Kazanów.
W latach 1975–1998 miejscowość należała administracyjnie do województwa radomskiego.